# Jiu-Paroșeni, Hunedoara
Jiu-Paroșeni, sau Paroșeni este o localitate componentă a municipiului Vulcan din județul Hunedoara, Transilvania, România.
În această localitate se găsesc două importante repere ale economiei Văii Jiului: exploatarea minieră omonimă, respectiv uzina electrică. 

Aici se află și o echipă de fotbal în localitate, Minerul Paroșeni, echipă importantă pe plan local.